# Знамя (журнал)
«Знамя» — російський щомісячний літературно-художній і громадсько-політичний журнал. Видається з 1931 року. З 1934 по 1990 роки — орган Спілки письменників СРСР, з 1991 — приватне видання.
Спочатку (з січня 1931 роки) журнал називався «ЛОКАФ» — видання Літературного Об'єднання «Красної» Армії і Флоту. Назва «Знамя» з'явилося в 1933 році. У ньому друкувалося військове, КГБшне, письменницьке начальство.
У 1948 році за недостатнє викриття космополітизму і публікацію повісті Е. Казакевича «Двоє в степу» велика частина співробітників редакції була відсторонена від роботи.
Під час перебудови на сторінках журналу з'явилися твори Фазіля Іскандера, Андрія Бітова, Євгенія Рейна, Олександра Кушнера, Тетяни Толстої, Віктора Пєлєвіна, Тимура Кібірова, Анатолія Жигуліна. Були «повернені» читачеві заборонені або навівзаборонені Андрій Платонов, Михайло Булгаков, Євген Замятін, Варлам Шаламов, Віктор Левашов.

## Тираж
- 1958 — 110 000
- 1975 — 170 000
- 1986 — 250 000
- 1990 — 1 000 000
- 1991 — 425 000
- 1993 — 75 000
- 1994 — 50 000
- 2006 — 4600
- 2016 — 2000
- 2018 — 1300